# Baunt (osiedle)
Baunt (ros. Баунт) – osiedle w Rosji, w Buriacji, w rejonie bauntowskim. W 2010 liczyło 33 mieszkańców.